# Aya Hisakawa
Aya Hisakawa (久川 綾?, Hisakawa Aya; Kaizuka, 12 novembre 1968) è una doppiatrice e cantante giapponese.
Molto popolare in patria, specie grazie all'interpretazione dei ruoli di Ami Mizuno in Sailor Moon e di Skuld in Oh, mia dea!. Spesso interpreta ruoli nel suo accento nativo, l'Osaka-ben. Inoltre ha fatto parte del gruppo musicale delle Peach Hips e delle Goddess Family Club. Lavora per lo studio Aoni Production.
In Pretty Guardian Sailor Moon Crystal non ricopre più il ruolo di Ami Mizuno/Sailor Mercury venendo sostituita da Hisako Kanemoto.
Nel 2018 diventa la voce di Bulma nella serie Dragon Ball a causa della prematura scomparsa di Hiromi Tsuru.

## Doppiaggio

### Anime
- Himitsu no Akko-chan (1988) (Hotaru, Kunie Yamada)
- Dragon Ball Z (Chiko in ep. 16)
- Dragon Ball Daima (Bulma)
- Kiteretsu Daihyakka (Sakurai Taeko)
- Sally la maga (Sumire Kasugano)
- Shin Bikkuriman (Naadi, Pason, Pucchii Orin)
- Transformers: Victory (Boater, Joyce)
- Devil Hunter Yohko (Yohko Mano)
- Moomin (1990) (Mermaid)
- Mooretsu Atarou (Momoko, Piyoko)
- RPG Densetsu Hepoi (Miiya Miiya)
- Dai - La grande avventura (Leona)
- All Purpose Cultural Cat Girl Nuku Nuku (Arisa Sono)
- Sailor Moon (Ami Mizuno/Sailor Mercury)
- Shin Chan (Sailor Iyaan in ep. 109)
- The Bush Baby (Doris)
- I Can Hear the Sea (Unnamed servant)
- Sailor Moon R (Ami Mizuno/Sailor Mercury)
- 801 TTS Airbats (Miyuki Haneda)
- Marmalade Boy (Arimi Suzuki)
- Mobile Fighter G Gundam (Akino)
- Sailor Moon S (Ami Mizuno/Sailor Mercury)
- Magic Knight Rayearth (Tarta)
- Sailor Moon SuperS (Ami Mizuno/Sailor Mercury)
- Lupin III - Il segreto del Diamante Penombra (Lara)
- Sailor Moon Sailor Stars (Ami Mizuno/Sailor Mercury)
- Battle athletes daiundōkai (Ichino Yanagida)
- Legend of the Mystical Ninja (Yae)
- Revolutionary Girl Utena (Miki Kaoru)
- All Purpose Cultural Cat Girl Nuku Nuku (Arisa)
- Card Captor Sakura (Kero-chan)
- Detective Conan - Trappola di cristallo (Chinami Sawaguchi)
- Eat-Man '98 (Kyrene Garbo)
- Trigun (Rem Saverem)
- Excel Saga (Anne Anzai)
- Slayers Excellent (Tatjana Dayward)
- To Heart (Tomoko Hoshina)
- Shinzo (Binka)
- Beyblade (Rei Kon)
- Cosmo Warrior Zero (Marina Oki)
- Earth Maiden Arjuna (Sayuri Shirakawa)
- Fruits Basket (Yuki Sohma)
- Mahō shōjo neko Taruto (Chips, Chiffon)
- Noir (Chloe)
- Project ARMS (Alice)
- X (Hinoto)
- Azumanga daiō (Minamo Kurosawa)
- Beyblade V-Force (Rei Kon, Keiko-sensei)
- Haibane Renmei (Kuramori)
- Hanada Shōnen Shi (Yuki)
- Love Hina (Amalla Suu)
- Magical Shopping Arcade Abenobashi (Mune-Mune)
- RahXephon (Haruka Shitow)
- Tenchi muyō! GXP (Ryoko Balta)
- The Twelve Kingdoms (Youko Nakajima)
- Beyblade G Revolution (Rei Kon)
- Detective School Q (Shino Katagiri)
- Godannar (Mira Ackerman)
- Kaleido Star (Sarah Dupont)
- Ninja Scroll: The Series (Azame)
- Rockman.EXE Axess (Ran Igarashi)
- Harukanaru Toki no Naka de Hachiyō Shō (Seri)
- Madlax (Rimelda)
- Magical Girl Lyrical Nanoha (Lindy Harlaown)
- Melody of Oblivion (Miri Kanaya)
- Monkey Turn (Ryouko)
- Ragnarok the Animation (Takius)
- SD Gundam Force (Keiko)
- Tenjho Tenge (Maya Natsume)
- To Heart (Tomoko Hoshina)
- Air (Haruko Kamio)
- Beet the Vandel Buster (Kiss)
- Best Student Council (Chieri Rando)
- Bleach (Retsu Unohana)
- Chibi Vampire (Fumio Usui)
- Eureka Seven (Ray Beams)
- Girls Bravo (Hijiri Kanata)
- Loveless (Nana)
- Oh, mia dea! (Skuld)
- Atashin'chi (Okiku)
- Black Jack 21 (Yuri)
- Fist of the Blue Sky (Pān Yù-Líng, Aya Kitaoji)
- Twin Princess - Principesse gemelle (Black Principal)
- Ghost Slayers Ayashi (Tae)
- Gin'iro no Olynssis (Serena)
- Government Crime Investigation Agent Zaizen Jotaro (Minako Ayano)
- Kaiketsu Zorori (Ruby)
- Kenichi: The Mightiest Disciple (Chihiro Takashima)
- Tsubasa Chronicle (Keroberos)
- Yume Tsukai (Misako Mishima)
- Zegapain (Arque)
- Claymore (Priscilla)
- Devil May Cry: The Animated Series (Mamma di Patty)
- El Cazador de la Bruja (Jody Hayward)
- Emily of New Moon (Aileen Kent)
- Gakuen Utopia Manabi Straight! (Kyōko Kibukawa)
- GeGeGe no Kitaro (Aria Puresutain)
- Kindaichi Case Files (Ria Tsujiyu)
- Night Wizard The ANIMATION (RaRa Mu)
- Over Drive (Mikoto's mother)
- Potemayo (Kira Kasugano)
- Princess Resurrection (Witch)
- Romeo × Juliet (Portia)
- Jigoku Shōjo: Mitsuganae (Mitsuko Yamaoka)
- Himitsu - Top Secret (Ruriko Aoki)
- Majin Tantei Nōgami Neuro (Yoshino Kuroo)
- MapleStory (Lupan)
- Mōryō no Hako (Yoko Yuzuki)
- Nogizaka Haruka no himitsu (Akiho Nogizaka)
- One Piece (Lola, Chiffon)
- Rosario + Vampire (Ririko Kagome)
- Rosario + Vampire Capu2 (Ririko Kagome)
- Sands of Destruction (Morte's mother)
- To Love-Ru (Space monster in Ep. 18)
- Wagaya no Oinari-sama. (Aya Proprietess)
- Aoi Bungaku (Shizuko)
- Kurokami: The Animation (Madre di Kuro)
- Pandora Hearts (Kate)
- Phantom of Inferno (Claudia McCunnen)
- Taishō Baseball Girls (Yae Suzukawa)
- HeartCatch Pretty Cure! (Yuri Tsukikage/Cure Moonlight)
- Detective Conan (Nijimura Saiki nell'episodio 562)
- X-Men (Ororo Munroe/Storm)
- Ano natsu de matteru (Nanami Kirishima)
- Dakara Boku wa, H ga Dekinai (Almeia Restall)
- Haiyore! Nyaruko-san (Yoriko Yasaka)
- Kono Naka ni Hitori, Imōto ga Iru! (Kanoko Mikadono)
- Saint Seiya Ω (Hornet Sonia)
- So, I Can't Play H? (Almeia Restall)
- Space Battleship Yamato 2199 (Kaoru Niimi)
- Zetman (Youko Amagi)
- Jormungand: Perfect Order (Hex)
- Le bizzarre avventure di JoJo: Stardust Crusaders (Midler)
- Mewkledreamy (Regina degli incubi)
- Why Does Nobody Remember Me in This World? (Grande saggia)

### OVA
- .hack//Liminality - Kyoko Tohno
- 801 T.T.S. Airbats - Miyuki Haneda
- Alien Nine - Megumi Hisakawa
- Devil Hunter Yohko - Yohko Mano/Ayako Mano
- G-On Riders - Nurse Sanada
- Gunsmith Cats - Becky Farrah
- Here is Greenwood - Yuko
- Idol Project - Layla B. Simmons
- Iria: Zeiram the Animation - Iria
- Kōryū Densetsu Villgust (Chris)
- Puni Puni Poemy (Nanase Aasu)
- Tenshi Nanka Ja Nai (Saejima Midori)

### Film
- Mewtwo Returns (Luna Carson)
- Sailor Moon R The Movie - La promessa della rosa (Ami Mizuno/Sailor Mercury)
- Sailor Moon S The Movie - Il cristallo del cuore (Ami Mizuno/Sailor Mercury)
- Sailor Moon SS The Movie - Il mistero dei sogni (Ami Mizuno/Sailor Mercury)
- Card Captor Sakura - The Movie (Kero-chan)
- Gekijōban Cardcaptor Sakura: Fūin sareta card (Kero-chan)
- HeartCatch Pretty Cure! - Un lupo mannaro a Parigi (Yuri Tsukikage/Cure Moonlight)
- Eiga Pretty Cure All Stars DX 3 - Mirai ni todoke! Sekai wo tsunagu Niji-iro no hana (Yuri Tsukikage/Cure Moonlight)
- Eiga Pretty Cure All Stars New Stage - Mirai no tomodachi (Yuri Tsukikage/Cure Moonlight)
- Eiga HUGtto! Pretty Cure Futari wa Pretty Cure - All Stars Memories (Yuri Tsukikage/Cure Moonlight)
- Dragon Ball Super: Broly (Bulma)

### Videogiochi
- Arknights (Kjera)
- Astal (Antowas)
- Binary Domain (Faye Lee)
- Dengeki Bunko: Fighting Climax (Kino)
- Digimon Story: Cyber Sleuth (Rie Kishibe, Lordknightmon)
- Digimon Story: Cyber Sleuth - Hacker's Memory (Rie Kishibe, Lordknightmon)
- Dragon Ball Z: Kakarot (Bulma, Trunks (neonato))
- Dragon Ball: Sparking! Zero (Bulma)
- Fist of the North Star: Lost Paradise (Yuria, Laila)
- Free Talk Studio ~Mari no Kimama na O-Shaberi~ (Aya Isokawa)
- Granblue Fantasy (Silva, Kero)
- Grandia (Mio)
- Kaiser Knuckle (Liza)
- Kid Icarus: Uprising (Palutena)
- Kuon (Utsuki)
- Langrisser I & II (Jessica)
- Like a Dragon: Infinite Wealth (Kaoru Sayama)
- Lunar: Eternal Blue (Jean)
- Lunar 2: Eternal Blue Complete (Jean)
- Marvel: La Grande Alleanza (Tempesta)
- Marvel: La Grande Alleanza 2 (Tempesta)
- Persona 4: Dancing All Night (Kyoka Ochimizu)
- Phantom of Inferno XBOX 360 version (Claudia McCunnen)
- Pokémon Masters EX (Diantha)
- Princess Maker Go!Go! Princess (Olive Oyl)
- Princess Maker Pocket Daisakusen (Olive Oyl)
- Remember11: The Age of Infinity (Kali Utsumi)
- Ryū ga Gotoku Kenzan! (Tayu Hoshino)
- Segagaga (Yayoi Haneda, Mogetan)
- Soulcalibur (Chai Xianghua)
- Soulcalibur II (Chai Xianghua)
- Soulcalibur III (Chai Xianghua)
- Star Ocean: The Second Story (Rena Lanford)
- Star Ocean: The Second Story R (Rena Lanford)
- Super Smash Bros. per Nintendo 3DS e Wii U (Palutena)
- Super Smash Bros. Ultimate (Palutena)
- Tales of Vesperia (Judith)
- Tales of the Rays (Judith)
- The Legend of Heroes: Trails in the Sky the 3rd (Lucy Seiland, The Seventh Anguis)
- The Legend of Heroes: Trails to Azure (Arianrhod)
- The Legend of Heroes: Akatsuki no Kiseki (Arianrhod)
- The Legend of Heroes: Trails of Cold Steel III (Arianrhod)
- The Legend of Heroes: Trails of Cold Steel IV (Lucy Seiland, Arianrhod)
- Toshinden 4 (Lancelot Lakeknight)
- Valkyria Chronicles III (Lydia Agthe)
- Yakuza Kiwami 2 (Kaoru Sayama)

### Drama CD
- Ouran High School Host Club (Haruhi Fujioka)
- Rozen Maiden (Nori Sakurada)

### Ruoli doppiati
- La carica dei 101 - La serie - Anita Dearly
- Léon - Matilda
- Fraggle Rock - Mokey Fraggle (secondo doppiaggio)
- Drawn Together - Toot Braunstein
- Sonic the Hedgehog - Nicole
- Henry VIII - Edward VI
- Mystery of the Third Planet - Govorun
- Love in the Big Sity - Nastya

## CD

### Album
- Kyasha
- Aya~Toki wo Tsumuide~
- Fantasy
- Hi-Ka-Ri
- for you for me
- MARCHING AYA
- PORTRAIT
- wish
- yakusoku
- decade: Character Song Collection 1989~1998

### Singoli
- Sunday
- Aoi Sora wo Dakishimetai
- Tameiki ga Nemuranai
- Kono Michi ga Owaru Made ni
- Kokoro Made Dakishimeraretara
- Kore wa Kore de Arikana Nante...

## Altri ruoli
È stata uno dei membri delle Peach Hips.